# دیوید لاج (بازیگر)
دیوید لاج (انگلیسی: David Lodge؛ ‏ ۱۹ اوت ۱۹۲۱ – ۱۸ اکتبر ۲۰۰۳) بازیگر اهل بریتانیا بود.
از فیلم‌ها یا برنامه‌های تلویزیونی که وی در آن نقش داشته‌است می‌توان به بازگشت پلنگ صورتی اشاره کرد.

## فیلم‌شناسی
- پیشروی سرباز (۱۹۵۶)
- اسکاتلندیارد (۱۹۵۸)
- جوجه‌اردک زشت (۱۹۵۹)
- من خوبم جک (۱۹۵۹)
- نژاد بولداگ (۱۹۶۰)
- در ضرب (۱۹۶۲)
- تیری در تاریکی (۱۹۶۴)
- جنایت‌هایی به ترتیب الفبا (۱۹۶۵)
- سحرخیز (۱۹۶۵)
- شکار روباه
- کازینو رویال (۱۹۶۷)
- زمان فوق‌العاده (۱۹۶۷)
- هفت ضربدر هفت (۱۹۶۸)
- فساد (۱۹۶۸)
- تعمیرکار (۱۹۶۸)
- اوه! چه جنگ دوستداشتنی (۱۹۶۹)
- شاهد عینی (۱۹۷۰)
- هافمن (۱۹۷۰)
- نورمن (۱۹۷۰)
- بچه‌های راه‌آهن (۱۹۷۰)
- فردا (۱۹۷۰)
- قایم‌موشک (۱۹۷۲)
- آقای بلاندن شگفت‌انگیز (۱۹۷۲)
- بازگشت پلنگ صورتی (۱۹۷۵)
- صحرای بزرگ آفریقا (۱۹۸۳)